# Guillermo Arnaud y compañeros mártires
Guillermo Anaud y sus 10 compañeros mártires fueron un grupo de religiosos miembros de la Inquisición Francesa contra los cátaros.

## Antecedentes
Gregorio IX en 1220 envió a unos dominicos a defender la Iglesia contra los cátaros. Guillermo de Arnaud Presbítero de la Orden de Predicadores junto con otros frailes fue llamado a Roma donde recibió el cargo de inquisidor pero fueron expulsados de la ciudad de Toulouse en 1226, por el excesivo rigor con que llevaron su labor inquisitorial. Regresaron después a la ciudad por mandato del papa, pero Raimundo VII deseaba venganza.

## Descripción de los mártires
Es un grupo de doce mártires (cuatro clérigos seculares) cuyos nombres son:
- Raimundo de Cortisan, canónigo de Toulouse y archidiácono de Lézat.
- Bernardo, Fortanerio y Ademaro, sacerdotes seculares.
- Guillermo Arnaud, Bernardo de Rochefort y García d’Aure, presbíteros de la Orden de Predicadores.
- Esteban de Saint-Thierry y Raimundo Carbonier, a quien le decían Escritor, presbíteros de la Orden de Frailes Menores.
- Pedro d’Arnaud, notario de la Inquisición en Toulouse y religioso Dominico.
- El prior de Avignonet-Lauragais (Francia), presbítero profeso en la Orden de Predicadores en Cluse, cuyo nombre propio no se conoce por desgracia .

## Martirio
El 27 de mayo de 1242 un senescal de Raimundo VII, Raymond de Alfaro, mandó un mensajero al castillo cátaro de Montsegur. El 28 de mayo el jefe de la guarnición de la fortaleza, Pierre-Roger de Mirepoux, salió con unos cincuenta hombres. Entraron sin resistencia en Avignonet-Lauragais y mataron al dominico Guillermo Arnaud y a diez compañeros suyos. Uno de los conjurados presumía de haberle arrancado la lengua a Guillermo.

## Beatificación
Pío IX confirmó su culto el 6 de septiembre de 1866.